# Luigi Beretta Anguissola
Luigi Beretta Anguissola (Piacenza, 9 maggio 1915 – Anzio, 27 agosto 2001) è stato un dirigente pubblico italiano prima in INA-Casa e poi in RAI.

## Biografia
Nato a Piacenza da Alberto Beretta e Giuseppina Anguissola da Travo, dopo la morte del padre nel 1918 si trasferisce a Firenze con la famiglia. Si laurea in Matematica, diventando collaboratore, grazie all’amicizia con Giorgio La Pira, di Amintore Fanfani, nell'immediato dopoguerra Ministro del Lavoro e della Previdenza sociale.
Beretta entra a far parte del Comitato degli esperti italiani per il piano Marshall per poi svolgere il ruolo di segretario generale del Piano INA-Casa, approvato dal Parlamento nel febbraio 1949 dopo otto mesi di dibattiti e diventato noto come "Piano Fanfani", Il piano, iniziato il 7 luglio 1949 con il primo cantiere a Colleferro, ha l'obiettivo di combattere la disoccupazione operaia costruendo in tutt'Italia alloggi per famiglie a basso reddito. Il Piano era presieduto dall’ingegnere Filiberto Guala, un ex partigiano appartenente alla sinistra cattolica di Giuseppe Dossetti. Per Guala e Beretta si trattava di lottare contro l'inerzia e la lentezza della burocrazia, il piano realizzerà 2.800 alloggi alla settimana, coinvolgerà migliaia di architetti e ingegneri e durerà 14 anni. 
Nel 1953, con decreto del Presidente della Repubblica Luigi Einaudi, al cognome del padre, Beretta, è aggiunto quello della madre: Anguissola. Nel 1954 Filiberto Guala diventa amministratore delegato della RAI, invitando Beretta Anguissola a seguirlo. Sono gli anni della nascita della televisione italiana e, secondo gli autori del libro Mamma Rai, Beretta cumulava allora gli incarichi di Direttore della segreteria per gli Affari Generali, dell’Ufficio Stampa, del Servizio Opinioni, del Palinsesto e degli Affari Amministrativi.  In quella RAI in fasce, Giovanni Salvi così ricorda, nel volume dedicato alla figura di Filiberto Guala, il ruolo di Beretta nel periodo 1954-1956: "Ci univa un’intensa frequentazione quotidiana, ricca di umori e di voglia di menare le mani, spronati da un altro singolare amico di Guala, Luigi Beretta, che ne portava avanti, con determinata convinzione, unita a un comportamento a dir poco pirotecnico, la volontà di far crescere quella nuova realtà culturale che era già uscita alla grande dall’incubazione e che troverà ampiezza e maturità più tardi con la direzione generale di Ettore Bernabei”.
Quando Guala si dimette nel giugno 1956 scegliendo di farsi trappista, Beretta collabora con i successivi responsabili dell'ente, in particolare (a partire dal 1961) con il Direttore Generale Ettore Bernabei che gli affida una serie di incarichi sulla base di una precisa strategia, come racconterà lo stesso Bernabei nel libro-intervista L'uomo di fiducia: bisognava mettere l’azienda in condizioni di rivolgersi a un pubblico veramente “nazional-popolare”, molto più vasto di quello cui si erano rivolti fino allora i dirigenti della “vecchia” EIAR. Così Beretta ha il ruolo prima di Direttore Centrale dei Servizi Giornalistici (1962), poi, alla morte di Pugliese, di Direttore Centrale dei Programmi Televisivi: prosa, varietà, fiction (1965). In questo ruolo promuove la realizzazione di film a carattere culturale affidati a noti registi cinematografici, come, ad esempio, gli Atti degli Apostoli di Roberto Rossellini. 
Nel 1969  Beretta è nominato Vicedirettore generale RAI, insieme con Leone Piccioni e Bruno Vasari.
Suo figlio è Alberto Beretta Anguissola, critico letterario e francesista.

## Opere
- I 14 anni del Piano INACASA,Roma, Staderini, 1963.[6]
- Giorgio La Pira e Filiberto Guala visti da vicino. Scritti e testimonianze, a cura di A. Beretta Anguissola, Milano, Ancora, 2020.